# Joseph Hélie Désiré Perruquet de Montrichard
Joseph Hélie Désiré Perruquet de Montrichard, né le 24 janvier 1760 à Thoirette en Franche-Comté et mort le 5 avril 1828 à Strasbourg, est un général français de la Révolution et de l’Empire. Il est issu de la maison de Montrichard, très ancienne famille de la noblesse française.

## Biographie

### Vie privée
Fils de Georges Perruquet de Montrichard et de Marie Claudine Naudin, Il épouse le 4 février 1797 à Dessenheim, Haut-Rhin, Caroline-Chrétienne-Auguste Boecklin de Boecklinsau dont il aura au moins deux enfants Victor Perruquet de Montrichard né en 1801, Lieutenant au 10ème Régiment d'Infanterie de ligne en 1828, et Prosper Perruquet de Montrichard né en 1802, licencié en droit en 1828.

### De l'artilleur au général de division
Joseph Hélie Désiré Perruquet de Montrichard est élève d'artillerie à l'École d'application de l'artillerie et du génie de Metz 1781, puis à Besançon en 1782. Il commence une carrière militaire comme lieutenant en second d'artillerie au régiment de Strasbourg en 1783, montant ensuite régulièrement en grade. Il fait les premières campagnes de la Révolution française dans les armées du Haut-Rhin, du Bas-Rhin, du Nord et de Rhin-et-Moselle. Il est promu adjudant-général chef de brigade le 13 juin 1795. 
Il devient général de brigade sur le champ de bataille le 15 thermidor de l’an IV au passage du Rhin devant Kehl, et est appelé un an plus tard à la fonction de chef d'état-major général à l'armée de Mayence. Il participe ensuite aux campagnes d’Italie et à celles de l’armée du Rhin. Nommé  général de division le 17 pluviôse de l’an VII, il commande en particulier la division de droite de l'armée à la bataille de la Trebbia. En l’an XI il est nommé commandant en chef des troupes françaises en République batave, puis devient provisoirement gouverneur du duché de Brunswick-Lunebourg avant d’être affecté à d’autres tâches. Il est fait chevalier de la Légion d'honneur le 11 décembre 1803, et commandeur de l'ordre le 14 juin 1804.
Élève surnuméraire d’artillerie à l’École de Metz le 16 août 1781, il passa comme élève d’artillerie à Besançon le 1er septembre 1782.
Nommé lieutenant en second d’artillerie au régiment de Strasbourg le 1" septembre 1783, lieutenant en premier le 11 juin 1786, il entra en qualité dé capitaine en second d’artillerie au régiment de Metz le 1" avril 1791, et y fut fait capitaine-commandant le 1" juin 1792. Il fit dans les armées du Haut-Rhin, du Bas-Rhin, du Nord et de Rhin-et-Moselle, les premières campagnes de la Révolution, et déploya dans plusieurs affaires une énergie peu commune. ’ Promu chef de bataillon adjudant-général le 30 juillet 1793, il continua à donner des preuves de bravoure et de talent. Toujours aux armées actives, Montrichard. attira l’attention des généraux dans les guerres des ans II et III, et fut créé chef de brigade adjudant-général le 25 prairial de cette dernière année.
En l’an IV, au passage du Rhin, devant Kehl, le 15 thermidor, il s’embarqua avec un petit nombre d’hommes, traversa audacieusement le fleuve sous le canon de l’ennemi, s’empara de vive force de la rive opposée, fit un grand nombre de prisonniers, occupa la position qu’on lui avait ordonné de prendre, et contribua beaucoup au succès de cette brillante journée ; sa belle conduite lui mérita le grade de général de brigade sur le champ de bataille.
Au passage du Lech, effectué le 7 fructidor suivant, il se jeta dans le fleuve à la tête des colonnes qu’il enflamme par son exemple, se précipita sur l’ennemi et le mit en déroute après une vigoureuse résistance. Il reçut dans cette action hardie les félicitations du gouvernement. Si le général Montrichard montra dans ces diverses attaques de l’audace et de l’énergie, il sut aussi faire preuve de talents dans la défense. C’est ainsi qu’il ajouta à sa réputation lors dé la retraite de l’armée de Rhin-et-Moselle à la fin de cette campagne.
Employé en l’an V aux armées du Rhin et d’Allemagne, il fut appelé, le 24 thermidor an VI, aux fonctions de chef d’état-major général à l’armée de Mayence.
Lorsque le Directoire fit choix du général Joubert pour commander l’armée d’Italie, Montrichard l’y suivit, et l’aida dans l’exécution du plan qui avait pour but de s’assurer de l’entière possession du Piémont ; lorsque le roi de Sardaigne signa sa renonciation à la couronne, le 23 vendémiaire an VII, il était chef d’état-major à l’armée d’Italie.
Promu au grade de général de division le 17 pluviôse, il commandait la place de Bologne peu de jours avant que Scherer ne prît le commandement en chef de cette armée. Scherer ayant été défait à Magnano, le 5 floréal, le général Montrichard se vit chargé de prévenir les suites de cette défaite en couvrant la Toscane et la Ligurie, mission dont il s’acquitta avec un plein succès ; il battit les Impériaux en plusieurs rencontres, et les força d’abandonner le siège du fort Urbino. Ce commandement était d’autant plus difficile que les Autrichiens avaient en Toscane de nombreux partisans et fomentaient des insurrections parmi les habitants ; mais son caractère ferme maintint partout le calme et la tranquillité ; il rétablit la communication de Bologne avec Ferrare que les insurgés avaient momentanément interceptée. Ce fut alors qu’il eut une altercation assez vive avec le général Lahoz, commandant les troupes cisalpines, par suite de laquelle il suspendit cet officier de ses. fonctions, en déliant les troupes sous son commandement de l’obéissance militaire ; cette mesure, peut-être trop rigoureuse, fit oublier à Lahoz ce qu’il devait à la France et le jeta dans les rangs des ennemis.
"Le général Montrichard commandait la division de droite de l’armée à la sanglante bataille de la Trébia, livrée aux Français par les Austro-Russes le 2Q prairial, et qui dura trois jours. Le général Montrichard fit ensuite lés campagnes des ans VIII et IX à l’armée du Rhin. Il prit la part la plus active aux victoires remportées par le général Moreau, et se trouva, à la tête de sa division, aux combats d’Engen, Moîskirch, Hochstedt ; il se distingua surtout dans les affaires de Stockach, Mimmingen et Obërhausen. Il prit ensuite le commandement de l’une des trois divisions chargée de couvrir la haute Souabe, le pays des Grisons- et le Voralberg, et, le 27 brumaire an X, celui des troupes françaises en Helvétie. Au mois de thermidor suivant, il était gouverneur du duché de Lunebourg, lorsqu’il reçut l’ordre de passer en Italie. Le 27 brumaire an XII, Montrichard prit le commandement de la (ie) division du corps d’armée employé dans les États de Naples.

### Sous le Premier Empire et la Restauration
Nommé membre de la Légion d'honneur le 9 frimaire, l’Empereur l’éleva au grade de commandeur de l’ordre le 25 prairial. Au mois de brumaire an XIV, Montrichard était en marche avec sa division quand deux courriers extraordinaires lui apportèrent des ordres du lieutenant-général Gouvion-Saint-Cyr pour se rendre à Ancône, y prendre le commandement supérieur de cette place, faire sans délai occuper militaire-rnent tous les forts et postes qui en dépendaient, former en quinze jours un approvisionnement de siège pour trois mois, en tout genre, relever tous les ouvrages qui avaient été établis dans la dernière guerre, mettre la place dans le meilleur état de défense, et pousser les travaux avec la plus grande activité.
Le général Montrichard ayant frappé une contribution de 100 000 piastres sur la marche d’Ancône, l'Empereur, instruit de cette circonstance, met fin à ses fonctions le 16 mars 1806 et le somme de venir à Paris rendre compte de sa conduite. Montrichard plaide sa cause auprès du cardinal Fesch, qui finit par considérer que son interlocuteur a été plus malheureux que coupable, tandis que le comte Dejean, dans son rapport sur cette affaire, justifie la conduite de l’ex-gouverneur d’Ancône et met le tout sous les yeux de Napoléon.
Ce dernier ne semble pas garder rancune contre Montrichard qui est employé de nouveau à l'armée de Dalmatie le 14 janvier 1808. Le 30 juin 1809, il reçoit l’ordre de se rendre au quartier général impérial, et prend le 12 novembre le commandement de la 2e division du 11e corps. Disponible par suite de l’organisation de l’armée d’Illyrie en 1810, il est appelé en 1812 au commandement de la division qui s’organise dans le Frioul. Le 3 mars 1813, il sert dans les provinces illyriennes. Pendant la troisième campagne de Dalmatie, il défend la ville de Raguse (Dubrovnik) contre les Anglo-Autrichiens ; il doit se rendre le 29 janvier 1814, ce qui met fin à la domination française dans les provinces illyriennes. 
Lors de la Première Restauration, le roi Louis XVIII le fait chevalier de Saint-Louis le 5 novembre 1814 et lui confie le commandement de la 6e division militaire (Besançon) en juillet 1815. Montrichard prend sa retraite le 4 septembre 1815 et meurt le 5 avril 1828. Son nom est inscrit sur l'arc de triomphe de l'Étoile, côté Nord.